# (500545) 2012 UR31
(500545) 2012 UR31 es un asteroide perteneciente al cinturón de asteroides, descubierto el 28 de julio de 2011 por el equipo del Pan-STARRS desde el Observatorio de Haleakala, Hawái, Estados Unidos.

## Designación y nombre
Designado provisionalmente como 2012 UR31.

## Características orbitales
2012 UR31 está situado a una distancia media del Sol de 3,141 ua, pudiendo alejarse hasta 3,449 ua y acercarse hasta 2,832 ua. Su excentricidad es 0,098 y la inclinación orbital 8,388 grados. Emplea 2033,53 días en completar una órbita alrededor del Sol.

## Características físicas
La magnitud absoluta de 2012 UR31 es 16,2. 